# John Finnie

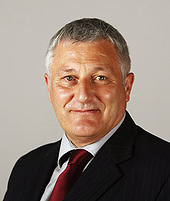
John Finnie

John Finnie (* 31. Dezember 1956 in der Region Lochaber) ist ein schottischer Politiker der Scottish Green Party und ehemaliges Mitglied der Scottish National Party (SNP).

## Leben
Finnie besuchte die Achnacarry Primary School, die Lochaber High School sowie die Oban High School. Anschließend ließ er sich zum Polizisten ausbilden und war von 1976 bis 2006 bei der Polizei tätig.

## Politischer Werdegang
Im Jahre 2007 wurde Finnie in den Regionalrat von Highland gewählt. Erstmals trat Finnie bei den Britischen Unterhauswahlen 2010 zu nationalen Wahlen an. In seinem Wahlkreis Inverness, Nairn, Badenoch and Strathspey erhielt er jedoch nur die dritthöchste Stimmenanzahl und verpasste damit den Einzug in das Britische Unterhaus. Bei den Schottischen Parlamentswahlen 2011 bewarb sich Finnie um ein Mandat der Wahlregion Highlands and Islands. Infolge des Wahlergebnisses errang Finnie eines der sieben Regionalmandate und zog erstmals in das Schottische Parlament ein.
Aus Ablehnung des positiven Parteitagsbeschlusses über einen Beitritt zur NATO im Falle einer Abspaltung Schottlands vom Vereinigten Königreich, trat Finnie zusammen mit seiner Parteikollegin Jean Urquhart am 23. Oktober 2012 aus der SNP aus. Beide gaben an in ihrer Zeit als parteilose Parlamentarier weite Teile der SNP-Politik unterstützen zu wollen.
Zwischenzeitlich Mitglied der Scottish Green Party, erhielt Finnie bei den schottischen Parlamentswahlen 2016 ein Listenmandat der Wahlregion Highlands and Islands. Seine Tochter, Ruth Maguire, errang bei denselben Wahlen ein Direktmandat des Wahlkreises Cunninghame South für die SNP. Damit sind John Finnie und Ruth Maguire die ersten direkt verwandten, die im Parlament gleichzeitig verschiedene Parteien vertreten. Im August 2019 gab Finnie bekannt, bei der für 2021 vorgesehenen Neuwahl des schottischen Parlaments nicht erneut kandidieren zu wollen.